# Mutualidad
Una mutualidad (también, mutua o mutual) es una entidad sin ánimo de lucro constituida bajo los principios de la solidaridad y la ayuda mutua en las que unas personas se unen voluntariamente para tener acceso a unos servicios basados en la confianza y la reciprocidad. Los socios de la mutualidad, llamados mutualistas, contribuyen a la financiación de la institución con una cuota periódica. Con el capital acumulado a través de las cuotas de los mutualistas, la institución brinda sus servicios a aquellos socios que los necesiten.
Algunos ejemplos de servicios ofrecidos hoy comúnmente por mutualidades son los seguros con las mutuas de seguros, la previsión de enfermedades y planes de jubilación a través de las mutualidades de previsión social, o las mutuas de accidentes de trabajo y enfermedades profesionales (entidades que cubren los accidentes laborales y colaboradoras de la gestión de la Seguridad Social).

## Historia
Se cuentan como antecedentes de las mutualidades las sunedrias y hetedrias griegas y las asociaciones de ahorro y guildas medievales.
Sin embargo el origen de las mutualidades modernas y la historia de cómo se extendieron finalmente por todo el mundo se expone a continuación:
- Las mutualidades nacen a mediados del siglo XVIII en Inglaterra donde pequeños grupos de personas adquirían el compromiso de soportar en común los gastos por enfermedad o entierro de sus miembros. La Ley de Rose de 1793 dio el primer estatuto a las mutualidades.
- En Francia las sociétés de secours mutuels (sociedades de socorros mutuos) se encontraban fuertemente establecidas en la última mitad del siglo XIX pese a la oposición del Estado.
- En Alemania la intervención del gobierno y los historicistas propició que los empresarios aceptasen las kassen de los trabajadores.
- En Uruguay las mutualistas surgen a comienzos del siglo XIX como instituciones de salud, conformadas en su mayoría por inmigrantes.
- Otras expresiones mutualistas han sido las cooperativas de crédito surgidas entre inicios del siglo XIX y primeras décadas del siglo XX en Europa, las mutuales en Argentina y algunos otros lugares de Hispanoamérica, las credit union en Estados Unidos.

Las mutualistas están emparentadas con el cooperativismo y con las actuales entidades de microcrédito y de banca ética. La aparición de la seguridad social estatal hizo temer por el futuro de las mutualidades, pero éstas finalmente han conseguido complementar y ampliar a aquella.

### Sociedades de Socorro Mutuo en España
En España, los antecedentes de las mutualidades se encuentran en las sociedades de socorros mutuos que surgieron a principios del siglo XIX como transformación de las cofradías y hermandades del Antiguo Régimen. Se extendieron durante todo el siglo impulsadas inicialmente por los trabajadores integrantes de las diferentes industrias, que no contaban con ningún seguro de enfermedad o accidente,  y más adelante por los sindicatos, las sociedades católicas, y las empresas extractivas y otras grandes empresas surgidas tras la Segunda Revolución Industrial. La mayoría estaban especializadas en el seguro de enfermedad (que podían incluir pensiones y/o asistencia médico-farmacéutica y maternidad) y se concentraban en las zonas industriales, principalmente en Cataluña. Este modelo de sociedades de socorros mutuos pervivió en España hasta la aprobación del seguro obligatorio de enfermedad en 1942.

## Principios
Los principios básicos de las mutualidades son los siguientes:
- adhesión voluntaria o facultativa
- organización democrática
- neutralidad institucional: política, religiosa, racial y gremial
- contribución acorde con los servicios a recibir
- capitalización social de los excedentes
- educación y capacitación social y mutual
- integración para el desarrollo.

## Mutua de la Seguridad Social
Son Mutuas de Accidentes de Trabajo y Enfermedades Profesionales de la Seguridad Social las asociaciones de empresarios que, debidamente autorizadas por la autoridad pública competente y con tal denominación, se constituyan con el objeto de colaborar, bajo la dirección y tutela de dicha autoridad, en la gestión de las contingencias profesionales (accidentes de trabajo y enfermedades profesionales del personal a su servicio), sin ánimo de lucro, con sujeción a las normativa vigente y con la responsabilidad mancomunada de sus miembros.
También podrán asumir la cobertura de la prestación económica por incapacidad temporal derivada de contingencias comunes del personal al servicio de los empresarios asociados.
Asumirán la protección de la prestación económica por incapacidad temporal (derivada tanto de contingencias comunes, como de contingencias profesionales) de los trabajadores incluidos en el Régimen Especial de los Trabajadores por Cuenta Propia o Autónomos (RETA).
Asimismo, podrán asumir la protección de las contingencias profesionales de los trabajadores por cuenta propia (autónomos) incluidos en el Régimen Especial de la Seguridad Social de los Trabajadores del Mar (RETMA).

## Normativa

### España
Están reguladas por los artículos 1 al 13 (en especial el 9) del texto refundido de la Ley de Ordenación y Supervisión de los Seguros Privados.
Las Mutuas de Accidentes de Trabajo y Enfermedades Profesionales se rigen el Real Decreto 1993/1995, de 7 de diciembre, por el que se aprueba el Reglamento sobre colaboración de las Mutuas de Accidente de Trabajo y Enfermedades Profesionales de la Seguridad Social.

### Chile
Ver Mutuales de seguridad.